# Wielkie konstrukcje
Wielkie konstrukcje – dokumentalny serial telewizyjny nadawany przez kanał National Geographic Channel w USA i Wielkiej Brytanii, Channel 5 w Wielkiej Brytanii oraz France 5 we Francji.
Każdy z odcinków w edukacyjny sposób przedstawia konstrukcje, jej eksploatację i osoby ją wznoszące. W programie znajdują się wywiady z projektantami i kierownikami budowy. Prezentują oni problemy, z którymi musieli zmierzyć się konstruktorzy i budowniczowie.
Wielkie konstrukcje skupiają się na konstrukcjach, które w jakiś sposób wyróżniają się spośród innych, przykładowo są najwyższe, najdłuższe lub najgłębsze na świecie. W programie pojawiają się również nowatorskie projekty, takie jak Wyspy Palmowe w Dubaju.